# Dendrobium pseudoglomeratum
Dendrobium pseudoglomeratum là một loài thực vật có hoa trong họ Lan. Loài này được T.M.Reeve & J.J.Wood mô tả khoa học đầu tiên năm 1982.